# Kinnevik AB
Kinnevik AB es una sociedad de inversión fundada en 1936 por las familias Stenbeck, Klingspor y von Horn. Sus participaciones mayores se encuentran en Millicom, Tele2, Modern Times Group (editor de Metro), Zalando y Rocket Internet. 

## Dirección
- Vigo Carlund, próximo a Jan Stenbeck (1999-2006)
- Mia Brunell (2006-2014)
- Lorenzo Grabau (2015-)

## Accionistas
Fuente : informe de empresa de 2013
| Sociedad                            | Capital | Derechos |
| ----------------------------------- | ------- | -------- |
| Verdere S.a.r.l. (familia Stenbeck) | 10.6    | (44.8)   |
| familia Klingspor                   | 3.1     | 10.2     |
| JP Morgan Chase                     | 3.1     | 10.2     |
| State Street Bank                   | 8.5     | 4.2      |
| familia von Horn                    | 0.9     | 3.1      |
| BNY Mellon NA                       | 3.6     | 1.7      |
| Alecta Pensión                      | 1.6     | 1.7      |
| Northern Trust                      | 3.1     | 1.3      |
| SEB                                 | 1.4     | 0.8      |
| Credit Suizo Seco                   | 1.7     | 0.7      |